# 143048 Margaretpenston
143048 Margaretpenston este un asteroid din centura principală de asteroizi.

## Descriere
143048 Margaretpenston este un asteroid din centura principală de asteroizi. A fost descoperit pe 2 noiembrie 2002 la La Palma de A. Fitzsimmons și I. P. Williams. Asteroidul prezintă o orbită caracterizată de o semiaxă mare de 2,53 ua, o excentricitate de 0,12 și o înclinație de 5,0° în raport cu ecliptica.